# Dana Velďáková
Dana Velďáková (née le 3 juin 1981 à Rožňava) est une athlète slovaque, spécialiste du triple saut.

## Carrière
Finaliste aux Championnats du monde à Berlin, son meilleur saut est de 14,51 m (1,3) à Pavie le 11 mai 2008. Médaille de bronze aux Championnats du monde junior d'athlétisme 2000, en 13,92 m (NJR).
Très régulière, elle se qualifie pour la plupart des finales mondiales et continentales. Elle se qualifie pour la finale des mondiaux de 2007 (10e), de 2009 (6e), de 2011 (11e). Elle atteint également la finale olympique en 2012 (11e) et des mondiaux en salle de 2006 (8e), 2010 (5e), 2012 (8e) et 2014 (8e).
Au niveau continental, elle participe à la finale des championnats d'Europe de 2010 (7e), 2012 (5e), 2014 (6e), 2016 (11e) et des championnats d'Europe en salle 2007 (6e), 2009 (médaille de bronze), 2011 (médaille de bronze).

## Palmarès
| Date | Compétition                       | Lieu              | Résultat | Épreuve     | Marque  |
| ---- | --------------------------------- | ----------------- | -------- | ----------- | ------- |
| 1998 | Jeux mondiaux de la jeunesse      | Moscou            | 3e       | Triple saut | 13,05 m |
| 1998 | Championnats du monde juniors     | Annecy            | 6e       | Triple saut | 13,12 m |
| 1999 | Championnats d'Europe juniors     | Riga              | 8e       | Triple saut | 13,08 m |
| 2000 | Championnats du monde juniors     | Santiago du Chili | 4e       | Longueur    | 6,35 m  |
| 2000 | Championnats du monde juniors     | Santiago du Chili | 3e       | Triple saut | 13,92 m |
| 2003 | Championnats d'Europe espoirs     | Bydgoszcz         | 4e       | Triple saut | 14,02 m |
| 2003 | Universiade                       | Daegu             | 5e       | Triple saut | 13,92 m |
| 2006 | Championnats du monde en salle    | Moscou            | 8e       | Triple saut | 13,76 m |
| 2007 | Championnats d'Europe en salle    | Birmingham        | 6e       | Triple saut | 14,13 m |
| 2007 | Universiade                       | Bangkok           | 2e       | Triple saut | 14,41 m |
| 2007 | Championnats du monde             | Osaka             | 10e      | Triple saut | 14,09 m |
| 2008 | Finale mondiale                   | Stuttgart         | 5e       | Triple saut | 13,89 m |
| 2009 | Championnats d'Europe en salle    | Turin             | 3e       | Triple saut | 14,40 m |
| 2009 | Championnats d'Europe par équipes | Banska Bystrica   | 1re      | Triple saut | 14,17 m |
| 2009 | Championnats du monde             | Berlin            | 6e       | Triple saut | 14,25 m |
| 2009 | Finale mondiale                   | Thessalonique     | 5e       | Triple saut | 14,38 m |
| 2010 | Championnats du monde en salle    | Doha              | 5e       | Triple saut | 14,18 m |
| 2010 | Championnats d'Europe par équipes | Belgrade          | 2e       | Longueur    | 6,53 m  |
| 2010 | Championnats d'Europe par équipes | Belgrade          | 1re      | Triple saut | 14,33 m |
| 2010 | Championnats d'Europe             | Barcelone         | 7e       | Triple saut | 14,16 m |
| 2011 | Championnats d'Europe en salle    | Paris             | 3e       | Triple saut | 14,39 m |
| 2011 | Championnats d'Europe par équipes | Novi Sad          | 1re      | Triple saut | 13,89 m |
| 2011 | Championnats du monde             | Daegu             | 11e      | Triple saut | 13,96 m |
| 2012 | Championnats du monde en salle    | Istanbul          | 8e       | Triple saut | 13,97 m |
| 2012 | Championnats d'Europe             | Helsinki          | 5e       | Triple saut | 14,24 m |
| 2012 | Jeux olympiques                   | Londres           | 11e      | Triple saut | 11,92 m |
| 2013 | Championnats d'Europe par équipes | Banska Bystrica   | 1re      | 4 x 100 m   | 46 s 13 |
| 2013 | Championnats d'Europe par équipes | Banska Bystrica   | 1re      | Longueur    | 6,41 m  |
| 2013 | Championnats d'Europe par équipes | Banska Bystrica   | 1re      | Triple saut | 13,74 m |
| 2013 | Championnats du monde             | Moscou            | 10e      | Triple saut | 13,84 m |
| 2014 | Championnats du monde en salle    | Sopot             | 8e       | Triple saut | 13,75 m |
| 2014 | Championnats d'Europe par équipes | Riga              | 2e       | Triple saut | 13,27 m |
| 2014 | Championnats d'Europe             | Zurich            | 6e       | Triple saut | 13,87 m |
| 2015 | Jeux européens                    | Bakou             | 2e       | Triple saut | 13,95 m |
| 2015 | Jeux européens                    | Bakou             | 1re      | 4 × 100 m   | 44 s 92 |
| 2016 | Championnats d'Europe             | Amsterdam         | 11e      | Triple saut | 13,74 m |
| 2016 | Ligue de diamant                  | Ligue de diamant  | 6e       | Triple saut | détails |
| 2017 | Championnats d'Europe en salle    | Belgrade          | qual.    | Triple saut | 13,72 m |
| 2017 | Championnats d'Europe par équipes | Tel Aviv          | 3e       | Triple saut | 13,66 m |

## Records
| Épreuve          | Épreuve   | Lieu       | Date            | Marque  |
| ---------------- | --------- | ---------- | --------------- | ------- |
| Saut en longueur | Plein air | Prague     | 7 juin 2008     | 6,56 m  |
| Saut en longueur | Salle     | Bratislava | 13 février 2005 | 6,43 m  |
| Triple saut      | Plein air | Pavie      | 11 mai 2008     | 14,51 m |
| Triple saut      | Salle     | Turin      | 8 mars 2009     | 14,40 m |